# Джоел Ембіід
Джоел Ганс Ембіід (англ. Joel Hans Embiid, [dʒoʊˈɛl ɛmˈbiːd] joh-EL em-BEED; 16 березня 1994, Яунде, Мфунді, Камерун) ― камерунський професійний баскетболіст, що виступає за команду Філадельфія Севенті Сіксерс з Національної баскетбольної асоціації (НБА). Після одного року студентського баскетболу в Канзас Джейгокс, він був обраний під третім загальним номером на Драфті НБА 2014 року командою Філадельфія Севенті Сіксерс. Кілька травм стопи та коліна відклали його дебют на два сезони до 2016–17, коли він був призначений до складу першої команди новачків НБА, незважаючи на лише 31 гру за сезон. Ембіід отримав чотири вибори на Матч усіх зірок НБА (2018-2021). Він отримав прізвисько Процес (англ. The Process) у відповідь на гасло фанатів «сімдесят шостих» в епоху генерального менеджера Сема Гінкі «Довіряй процесу» (англ. Trust the process).

## Дитячі роки
Ембіід народився в Яунде, Камерун, в сім'ї військового офіцера Томаса Ембііда та його дружини Крістін. У дитинстві він грав у волейбол та футбол, і спочатку планував займатися професійним волейболом у Європі, але почав грати в баскетбол у 15-річному віці, наслідуючи гру члена Залу слави НБА Хакіма Оладжувона. Ембіід був помічений у баскетбольному таборі Люком Ба-а-Муте, уродженцем Яунде та гравцем НБА. Під наставництвом Ба-а-Муте, Ембіід переїхав до США в 16 років, щоб присвятити себе професійному баскетболу.
Ембіід вступив до Академії Монверде, alma mater Ба-а-Муте, але після першого курсу перейшов через брак ігрового часу. Потім він відвідував Рок школу, християнську академію в Гейнсвіллі, штат Флорида. Як старшокурсник, він привів їх команду до результату 33–4 та чемпіонства штату, набираючи в середньому 13,0 очка, 9,7 підбирання та 1,9 блокування за гру.
Ембіід був визнаний п'ятизірковим новобранцем за версією Rivals.com і вступив до Канзасу в листопаді 2012 року.

## Студентська кар'єра
Ембіід навчався в Університеті Канзасу протягом одного року. 13 лютого 2014 року він був визнаний одним із 30 фіналістів призу Гравця року в студентському баскетболі Нейсміта. У 2013–14 роках він провів 28 ігор, маючи в середньому 11,2 очка, 8,1 підбирання, 1,4 передачі та 2,6 блокування за 23,1 хвилини за гру. Він мав понад 15 очок у семи іграх та понад 5 блоків у шести іграх. Згодом він отримав відзнаку Найкращий захисний гравець року конференції Big 12 і був обраний до другої команди цієї конференції.
У березні 2014 року Ембіід отримав стресовий перелом в спині. Він пропустив тогорічний турнір Big 12 та турнір NCAA. Канзас програв у третьому турі турніру NCAA.

## Професійна кар'єра

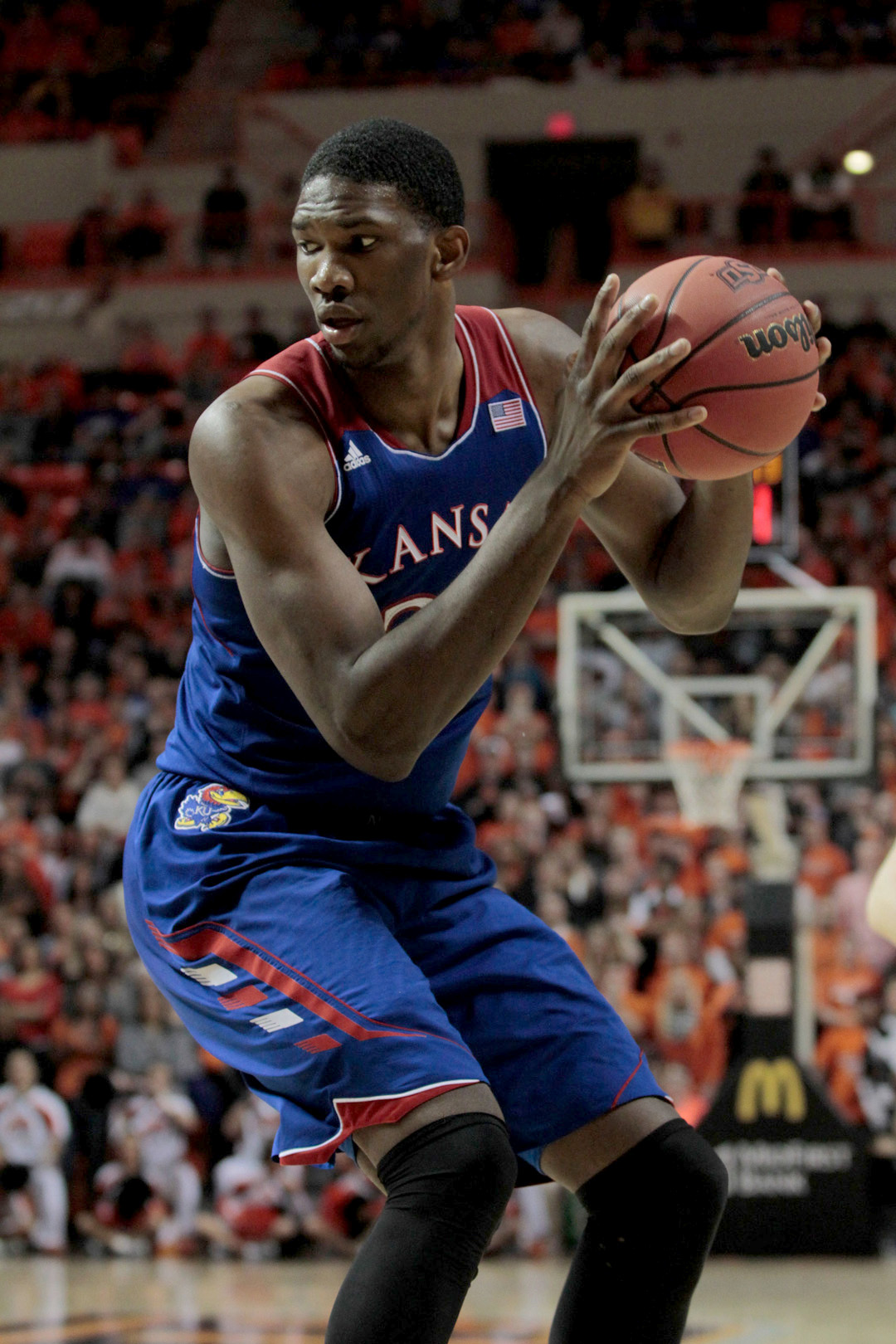
Ембіід в 2014 році

### Драфт
9 квітня 2014 року Ембіід виставив свою кандидатуру на Драфт НБА 2014 року, відмовившись від останніх трьох років права на участь у студентському баскетболі. 20 червня 2014 року він прооперував зламану човноподібну кістку правої стопи, та був виключений з гри на строк чотирьох-шести місяців. Через шість днів він був обраний під третім загальним номером Філадельфією Севенті Сіксерс. Цей вибір зробив його третім гравцем НБА, який народився в Камеруні після Рубена Бумтьє-Бумтьє та Люка Ба-а-Муте, а також був обраний під найвищим номером на Драфті НБА серед цих трьох гравців.

### Філадельфія Севенті Сіксерс (2014―дотепер)

#### Сезони, пропущені через травми
26 серпня 2014 року Ембіід підписав контракт новачка з «Сімдесят шостими». Пізніше було встановлено, що навряд чи він взагалі гратиме у сезоні 2014–2015 років через перелом човноподібної кістки стопи. Пропустивши весь сезон 2014–15 років, 13 червня 2015 року було оголошено, що Ембіід зазнав невдачі у своєму відновленні після того, як КТ виявила менший прогрес у лікуванні травми, ніж передбачалося. Пізніше було встановлено, що шанси Ембііда зіграти у сезоні 2015–16 будуть незначними після другої операції на правій нозі 18 серпня 2015 року. Він пропустив весь сезон 2015–16.

#### Сезон новачка (2015–16)

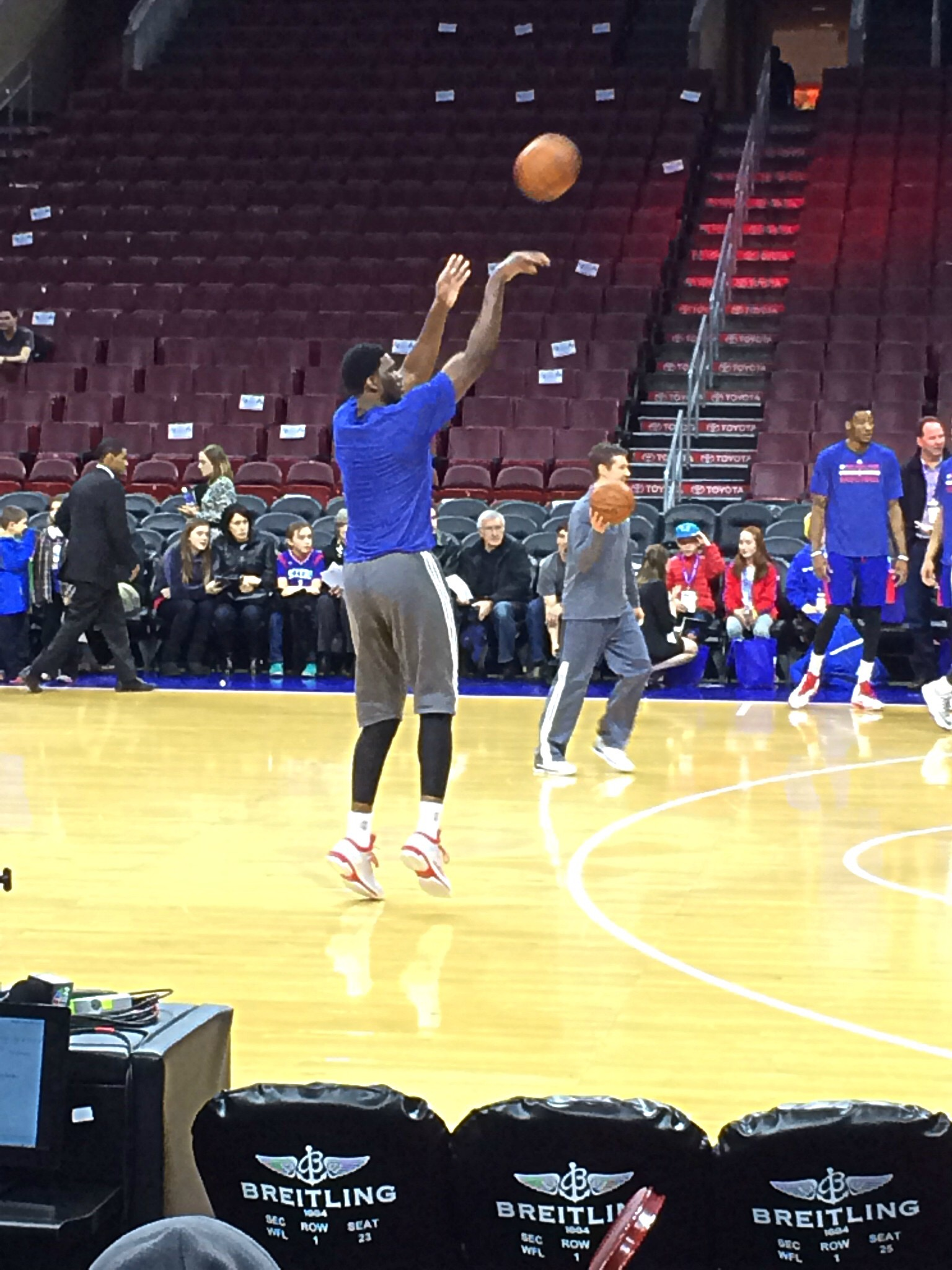
Джоел Ембіід на розминці з Філадельфія Севенті Сіксерс, 2014 рік

4 жовтня 2016 року Ембіід вийшов у старті як центровий у першій передсезонній грі «Севенті Сіксерс» проти Бостон Селтікс. У своїй першій грі він записав 6 очок, 4 підбирання та два блок-шоти за 13 хвилин у грі на шляху до перемоги 92–89.
26 жовтня 2016 року Ембіід здійснив свій довгоочікуваний дебют у регулярному сезоні НБА у матчі-відкритті сезону «Сімдесят шостих» проти Оклахома-Сіті Тандер. За 25 хвилин в якості стартового центрового він здобув 20 очок, 7 підбирань та 2 блоки у програші 103–97. 1 листопада він записав свій перший дабл-дабл у кар'єрі з 18 очками та 10 підбираннями, програвши Орландо Меджик 103–101. 11 листопада його 25 очок допомогли команді здобути свою першу перемогу в сезоні над Індіаною Пейсерз 109–105. 19 листопада він набрав найбільші в кар'єрі 26 очок за 20 хвилин гри у перемозі над Фінікс Санз 120–105. 1 грудня він був визнаний Новачком місяця Східної конференції за ігри, що проводились у жовтні та листопаді. 18 грудня він встановив новий кар’єрний максимум із 33 очками в перемозі 108–107 над Бруклін Нетс. 3 січня 2017 року він був визнаний новачком місяця Східної конференції за ігри, проведені в грудні.
11 січня 2017 року Ембіід назбирав найбільші в кар'єрі 14 підбирань у перемозі над Нью-Йорк Нікс 98–97. 23 січня він був визнаний Гравцем тижня Східної конференції за ігри, що проводились з понеділка, 16 січня по неділю, 22 січня. Через два дні він був обраний до команди Решти світу на Матч висхідних зірок НБА 2017 року. 2 лютого 2017 року Джоел був визнаний Новачком місяця Східної конференції за ігри, проведені в січні, а також обраний учасником конкурсу талантів на Вікенді усіх зірок НБА. 11 лютого 2017 року було виявлено, що у Ембііда був розірваний меніск у лівому коліні, але операція не знадобиться. В результаті травми Ембіід був виключений з учасників Вікенду усіх зірок. Початково вибувши з гри на невизначений термін 27 лютого з набряком лівого коліна, через два дні «Сімдесят шості» опублікували заяву, в якій повідомили, що Ембіід пропустить решту сезону 2016–17, оскільки МРТ на лівому коліні показало, що область, уражена забоєм кістки, значно покращилася, тоді як раніше виявлений розрив меніска виявився більш вираженим. 24 березня 2017 року він пройшов успішну артроскопічну операцію з метою усунення розриву меніска в лівому коліні. Наприкінці сезону він потрапив до складу першої команди усіх новачків НБА.

#### Перше потрапляння на матч усіх зірок НБА (2017–18)

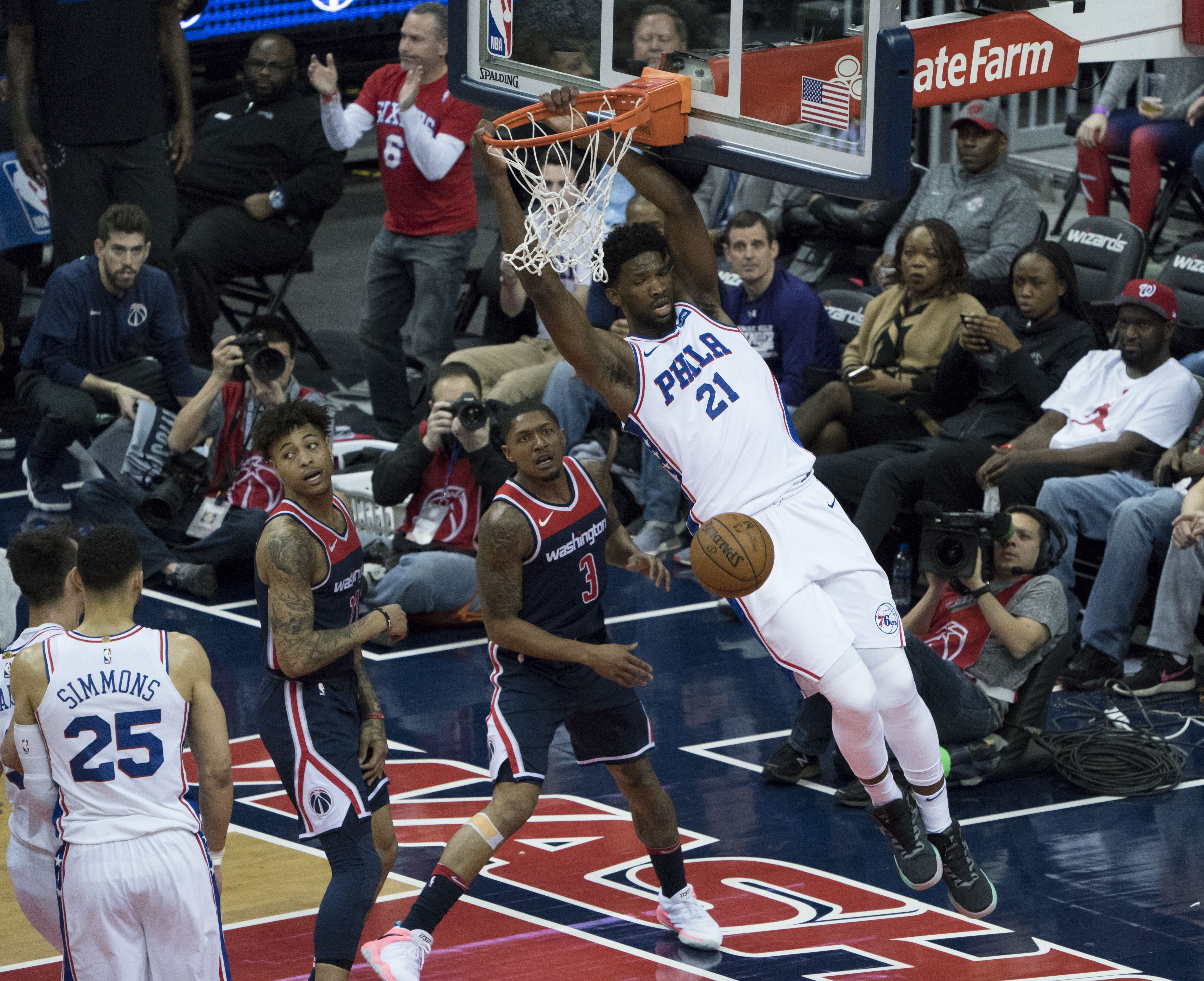
Ембіід робить слем-данк в грі НБА проти Вашингтон Візардс, 2018 рік

10 жовтня 2017 року Ембіід підписав п'ятирічне максимальне продовження контракту новачка на суму 148 мільйонів доларів із "Філадельфією», з можливістю заробити додатково 30 мільйонів доларів у разі номінації до першої, другої або третьої команди сезону НБА , або виграє титул MVP у сезоні 2017–18. У відкритті сезону «Сімдесят шостих» проти Вашингтон Візардс 18 жовтня Ембіід заробив 18 очок і 13 підбирань, програвши 120–115. Через п’ять днів він набрав 30 очок у перемозі над Детройт Пістонс з рахунком 97–86. 30 жовтня Джоел здобув 22 очки, 9 підбирань, 5 передач і 2 перехоплення за 25 хвилин переможної гри з Г'юстон Рокетс ― 115–107, ставши лише третім гравцем, який опублікував такі цифри за 25 хвилин гри або менше з сезону 1983–84, приєднавшись до Пау Газоля (2015) та Фета Лівера (1990). 15 листопада Ембіід набрав найбільші у кар'єрі 46 очок ― найбільше серед гравців "Філадельфії» за останні 11 років ― і набрав 15 підбирань у перемозі над Лос-Анджелес Лейкерс з рахунком 115-109. Також він віддав 7 передач та блокував 7 кидків суперника, що зробило його другим гравцем в історії НБА з 40 очками, сімома передачами та сімома блок-шотами в грі після Джуліуса Ірвінга у грі проти «Пістонс» у 1982 році. Ембіід, маючи влучність 14 з 20 спроб з гри та 16 з 19 на лінії штрафних кидків, заробив найбільше очок в історії «Скевенті Сіксерс» з 2006 року, коли Аллен Айверсон теж набрав 46 очок у грі проти Чикаго Буллз. Крім того, попередні 35 разів, коли хтось у франшизі здобував щонайменше 44 очки, це був Айверсон.
18 січня він був обраний «стартером» на Матч усіх зірок НБА 2018, ставши першим гравцем «Філадельфії», вибраним стартером на зірковий вікенд після Аллена Айверсона в сезоні 2009–10, і першим «Сімдесят шостим» на цьому турнірі з часів Джру Голідея у 2013 році. Пізніше того ж дня він набрав 26 очок і зібрав найбільші в кар'єрі 16 підбирань в перемозі над Бостон Селтікс 89–80. Згодом він був визнаний гравцем тижня Східної конференції за ігри, що проводились між понеділком, 15 січня та неділею, 21 січня. 10 лютого він набрав 29 очок повторив кар'єрний максимум з 16 підбираннями у перемозі над Лос-Анджелес Кліпперс з рахунком 112–98. Через два дні він був визнаний гравцем тижня Східної конференції за ігри, що проводились між понеділком, 5 лютого та неділею, 11 лютого. 15 березня він набрав 29 очок під час перемоги над Нью-Йорк Нікс із рахунком 118–110, ставши першим гравцем «Сіксерс», який зафіксував 40 ігор з 20 чи більше набраними очками у сезоні з часу Андре Ігуодали в сезоні 2007-08. Через день, у свій 24-й день народження, Ембіід здобув 24 очки та набільші у кар’єрі 19 підбирань у перемозі над Бруклін Нетс 120–116. 28 березня проти Нікс Ембіід отримав перелом орбіти лівого ока. Через три дні він успішно прооперувався, з ймовірним терміном повернення на поле через 2 тижні.
Пропустивши перші дві гри у серії плей-офф "Сіксерс» проти Маямі Гіт через травму лівого ока, Ембіід дебютував у плей-офф у 3-й грі 19 квітня. Він допоміг команді виграти 128–108 та зайняти лідируючу позицію в серії 2–1, набравши 23 очки. Ембіід допоміг «Філадельфії» вийти до другого раунду плей-офф, перегравши «Гіт» у серії з різницею 4–1, здобувши 19 очок та 12 підбирань у перемозі 104–91 у 5-й грі серії. У першій грі другого раунду плей-офф «Сіксерс» проти «Селтікс» Ембіід записав 31 очко та 13 підбирань, програвши 117–101. «Сімдесят шості» програли «Селтікс» серію у п'яти іграх, при цьому Ембіід здобув 27 очок та 12 підбирань в поразці 114–112 у 5-й грі. На своїй післяматчевій прес-конференції після 5-ї гри Ембіід сказав, що, на його думку, мав би бути зафіксований фол на його спробі закинути кидок, що звів би гру до нічийного результату, коли залишалось менше 20 секунд ігрового часу. Пізніше НБА підтвердила, що у цьому епізоді мав би бути призначений фол.

#### Сезон 2018–19
24 жовтня 2018 року Ембіід записав 30 очок і 19 підбирань, програвши Мілвокі Бакс 123–108, ставши першим гравцем франшизи, який досяг таких показників за одну грі, з часу Чарльза Барклі, який зробив це в листопаді 1991 року. 27 жовтня він здобув 27 очок і 14 підбирань у перемозі над Шарлотт Горнетс 105-103, таким чином оформивши дабл-дабл у всіх шести іграх для початку сезону. Він став одним із семи гравців з 2000 очками, 1000 підбираннями та 200 блок-шотами у своїх перших 100 іграх, приєднавшись до Тіма Данкана, Шакіла О'Ніла, Алонзо Морнінга, Девіда Робінсона, Хакіма Оладжувона та Ральфа Семпсона. 1 листопада Джоел заробив 41 очко і 13 підбирань у перемозі 122–113 над Лос-Анджелес Кліпперс. Через два дні він записав 39 очок і 17 підбирань у перемозі над Детройт Пістонс із рахунком 109–99. 32 з цих 39 очок були набрані ним з першу половину гри, що стало найвищим показником для «Сіксерс», з часу, коли Аллен Айверсон здобув 33 очки в першій половині 18 грудня 2004 року у грі проти Мілвокі Бакс. 9 листопада він зафіксував 42 очки та 18 підбирань у перемозі над «Горнетс» в овертаймі 133–132. 14 листопада він записав свій перший трипл-дабл у кар'єрі з 19 очок, 13 підбирань та 10 передач, програвши Орландо Меджик 111–106. 14 грудня він записав 40 очок і 21 підбирання, програвши команді Індіана Пейсерз 113–101, ставши першим гравцем «Сімдесят шостих», що здобував щонайменше 30 очок і 20 підбирань у грі з часу Барклі 7 грудня 1990 року. 2 січня він повторив свій кар'єрний максимум із 42 очками, у тому числі 30 у першій половині, і зібрав 18 підбирань у перемозі над Фінікс Санз 132–127. 10 березня він повернувся після пропущених 8-ми ігор через болі в лівому коліні і оформив 33 очки та 12 підбирань у перемозі над «Пейсерз" 106–89. 17 березня він заробив 40 очок і 15 підбирань у перемозі над «Бакс» 130–125. 20 березня Ембіід набрав 37 очок і забрав найвищі в кар'єрі 22 підбирання у перемозі над Бостон Селтікс 118–115. 28 березня він мав 39 очок, 13 підбирань та шість передач у перемозі над Бруклін Нетс 123–110. 4 квітня він повернувся після перерви в 3 гри і записав 34 очки, 13 підбирань, 13 передач та 3 блок-шоти, програвши «Бакс» 128–122. Він приєднався до Вілта Чемберлейна як другий «біг мен» в історії команди, який здійснив кілька трипл-даблів у одному сезоні. Ембіід закінчив сезон, пропустивши 14 ігор після перерви на Матч усіх зірок, включаючи п'ять із останніх семи ігор через відпочинок та травму. У четвертій грі серії першого раунду плей-офф «Сіксерс» проти «Нетс» Ембіід здобув 31 очко, 16 підбирань, 7 передач та 6 блок-шотів при перемозі команди 112–108. Ембіід боровся із хворобами та грипоподібними симптомами під час другого туру плей-офф, де «Сіксерс» поступилися Торонто Репторз в серії з семи ігор.

#### Сезон 2019–20
25 листопада 2019 року Ембіід зібрав 13 підбирань, але вперше у своїй кар'єрі не набрав жодного очка у матчі НБА, програвши Торонто Репторз 101–96. 20 лютого 2020 року Ембіід набрав на той час найвищі в сезоні 39 очок, разом із 16 підбираннями, та привів «Філадельфію» до перемоги над Бруклін Нетс 112–104 в овертаймі. Через чотири дні Ембіід набрав найвищі у кар'єрі 49 очок та записав 14 підбирань у перемозі 129–112 проти Атланта Гокс. 1 серпня Ембіід набрав 41 очко, а також 21 підбирання, програвши 127–121 Індіані Пейсерз. Це була перша гра «76-х» у «бульбашці» в Орландо, повернувшись з 4-місячної перерви через пандемію COVID-19.

#### Сезон 2020–21
20 лютого 2021 року Ембіід записав дабл-дабл із кар'єрним максимумом у 50 очок та 17 підбираннями під час перемоги над Чикаго Буллз з рахунком 112–105.

## Кар'єра в національній збірній
Ембіід має право виступати за збірну Камеруну з баскетболу. 7 лютого 2017 року Ембіід був включений до попереднього складу команди для участі у змаганнях у ФІБА Афробаскет 2017 в Республіці Конго, з груповим відбором, який проходив у березні, під час регулярного сезону НБА. Люк Ба-а-Муте висловив свою думку щодо Ембііда, який представляє свою країну, сказавши: «Це було б чудово для нашої команди, нашої країни та Джоела». Зрештою, Ембіід не виступив за Камерун на Афробаскет 2017.

## Статистика

### НБА

#### Регулярний сезон
| Сезон            | Команда          | GP  | GS  | MPG  | FG%  | 3P%  | FT%  | RPG  | APG | SPG | BPG | PPG  |
| ---------------- | ---------------- | --- | --- | ---- | ---- | ---- | ---- | ---- | --- | --- | --- | ---- |
| 2016–17          | Філадельфія      | 31  | 31  | 25.4 | .466 | .367 | .783 | 7.8  | 2.1 | .9  | 2.5 | 20.2 |
| 2017–18          | Філадельфія      | 63  | 63  | 30.3 | .483 | .308 | .769 | 11.0 | 3.2 | .6  | 1.8 | 22.9 |
| 2018–19          | Філадельфія      | 64  | 64  | 33.7 | .484 | .300 | .804 | 13.6 | 3.7 | .7  | 1.9 | 27.5 |
| 2019–20          | Філадельфія      | 51  | 51  | 29.5 | .477 | .331 | .807 | 11.6 | 3.0 | .9  | 1.3 | 23.0 |
| 2020–21          | Філадельфія      | 51  | 51  | 31.1 | .513 | .377 | .859 | 10.6 | 2.8 | 1.0 | 1.4 | 28.5 |
| Кар'єра          | Кар'єра          | 260 | 260 | 30.6 | .487 | .329 | .808 | 11.3 | 3.1 | .8  | 1.7 | 24.8 |
| Матчі усіх зірок | Матчі усіх зірок | 3   | 3   | 24.0 | .526 | .222 | .692 | 10.0 | 1.0 | .7  | 1.0 | 17.0 |

#### Плейофф
| Сезон   | Команда     | GP | GS | MPG  | FG%  | 3P%  | FT%  | RPG  | APG | SPG | BPG | PPG  |
| ------- | ----------- | -- | -- | ---- | ---- | ---- | ---- | ---- | --- | --- | --- | ---- |
| 2018    | Філадельфія | 8  | 8  | 34.8 | .435 | .276 | .705 | 12.6 | 3.0 | .9  | 1.9 | 21.4 |
| 2019    | Філадельфія | 11 | 11 | 30.4 | .428 | .308 | .822 | 10.5 | 3.4 | .7  | 2.3 | 20.2 |
| 2020    | Філадельфія | 4  | 4  | 36.2 | .459 | .250 | .814 | 12.3 | 1.3 | 1.5 | 1.3 | 30.0 |
| 2021    | Філадельфія | 11 | 11 | 32.4 | .513 | .390 | .835 | 10.5 | 3.4 | 1.0 | 1.5 | 28.1 |
| Кар'єра | Кар'єра     | 34 | 34 | 32.8 | .463 | .320 | .803 | 11.2 | 3.0 | .9  | 1.8 | 24.2 |

### Коледж
| Сезон   | Команда | GP | GS | MPG  | FG%  | 3P%  | FT%  | RPG | APG | SPG | BPG | PPG  |
| ------- | ------- | -- | -- | ---- | ---- | ---- | ---- | --- | --- | --- | --- | ---- |
| 2013–14 | Канзас  | 28 | 20 | 23.1 | .626 | .200 | .685 | 8.1 | 1.4 | .9  | 2.6 | 11.2 |

## Особисте життя
Його молодший брат Артур загинув 16 жовтня 2014 року в Камеруні в автокатастрофі. У нього також є молодша сестра на ім’я Муріель. Окрім англійської, Ембіід вільно володіє французькою та баса. Ембіід підтримує стосунки з бразильською моделлю Анні де Паула з 2018 року. У вересні 2020 року у них народилась перша дитина, син.
Ембіїд відомий своєю грайливою особистістю та присутністю в соціальних мережах, особливо своїм тролінгом. Він тітоталіст.